# Velociraptor osmolskae
Velociraptor osmolskae è una specie del genere Velociraptor, un dinosauro carnivoro estinto appartenente alla famiglia dei Dromaeosauridi, documentato allo stato fossile in rocce riferibili al tardo Cretaceo (Campaniano- Maastrichtiano) della Mongolia interna (Cina).

## Descrizione

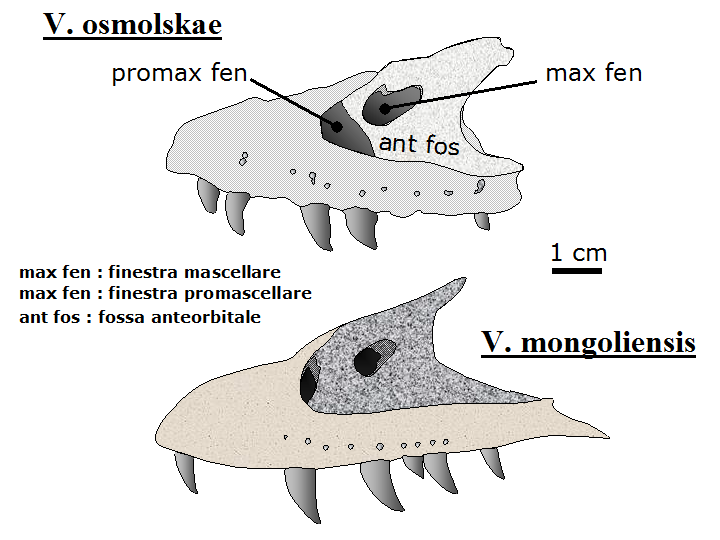
Confronto tra le ossa mascellari di Velociraptor osmolskae e di V. mongoliensis, la specie tipo del genere Velociraptor. Da Godefroit et al. (2008), modificato e semplificato.

Questa specie, istituita da Godefroit et al. (2008), è basata su un cranio frammentario proveniente dai depositi continentali tardo-cretacei di Bayan Mandahu (località della Mongolia Interna cinese).
Il reperto, costituito dalle mascelle e dall'osso lacrimale sinistro, è stato assegnato al genere Velociraptor in base alle misure biometriche effettuate dai descrittori, che rivelano una stretta affinità con la specie tipo di tale genere, V. mongoliensis OSBORN 1924, già noto in numerosi esemplari da depositi coevi della Formazione Djadokhta, nella Mongolia meridionale, anche se il dettaglio dei caratteri morfologici, soprattutto le dimensioni delle fenestrature craniali visibili (mascellare e promascellare) ne differisce abbastanza da giustificare l'istituzione di una nuova specie.
Nella loro descrizione di Shri rapax, Moutrille et al. (2025) hanno confermato la recente ipotesi secondo cui Velociraptor osmolskae non sarebbe direttamente imparentato a Velociraptor mongoliensis. Se ciò venisse confermato ma ritrovamenti e analisi future, ciò porterebbe all'erezione di un nuovo genere per V. osmolskae. Questi risultati sono stati ottenuti utilizzando la matrice filogenetica completa focalizzata sui teropodi di Andrea Cau (2024), che ha contribuito alla descrizione di S. rapax. Nello stesso studio Moutrille et al. suggerirono una possibile alternativa tassonomica, ossia unire Tsaagan, Linheraptor e le due specie di Shri, come specie all'interno del genere Velociraptor.

## Distribuzione stratigrafica e Paleoecologia
L'istituzione della nuova specie è stata attuata dagli autori anche tenendo conto dell'associazione faunistica in cui è stato rinvenuto l'olotipo, che differisce significativamente (soprattutto a livello specifico) da quella dei depositi contenenti V. mongoliensis: infatti, anche se si riscontrano gli stessi elementi fondamentali a livello generico (il ceratopside Protoceratops e l'’ankilosauride Pinacosaurus, possibili prede di V. osmolskae), le specie sono diverse nelle due aree. Mentre negli strati di Djadochta Velociraptor mongoliensis è associato a Protoceratops andrewsi e Pinacosaurus grangeri, nel sito di Bayan Mandahu Velociraptor osmolskae è associato a Protoceratops hellenikorhinus e Pinacosaurus mephistocephalus. Questa differenza in linea teorica potrebbe essere dovuta tanto ad una differenziazione paleogeografica che isolò le due popolazioni, quanto ad una leggera differenza di età o di ambiente. Tuttavia, le due aree di rinvenimento sono relativamente vicine e la loro distanza anche nel Cretaceo (tenendo conto degli eventi tettonici successivi) non dovrebbe aver superato le poche centinaia di chilometri; inoltre, l'apparente continuità dell'ambiente sedimentario, di tipo arido o semiarido, che non sembra indicare la presenza di barriere paleogeografiche, fa propendere gli autori per una leggera differenza di età (inferiore alle possibilità di risoluzione biostratigrafica), sufficiente per avere un ricambio faunistico a livello specifico.